# دیولا ژیووتسکی
دیولا ژیووتسکی (مجاری: Gyula Zsivótzky؛ ۲۵ فوریه ۱۹۳۷ – ۲۹ سپتامبر ۲۰۰۷) پرتاب‌گر چکش اهل مجارستان بود.
وی در مسابقات کشوری و بین‌المللی در مجموع برندهٔ ۴ مدال طلا، ۱ مدال نقره، ۱ مدال برنز شده‌است.